# Otmel’ Razdel’naja
Otmel’ Razdel’naja (englische Transkription von russisch Отмель Раздельная Otmel Rasdelnaja, deutsch ‚Geteilte Bank‘) ist eine flache Untiefe an der Küste des ostantarktischen Enderbylands. Am Ostrand der Thala Hills liegt sie unmittelbar nordöstlich des Vechernyy Hill und des Kaps Mys Vyvodnoj über der Banka Krevetka in der Alaschejewbucht.
Russische Wissenschaftler benannten sie.